# アメリカ料理

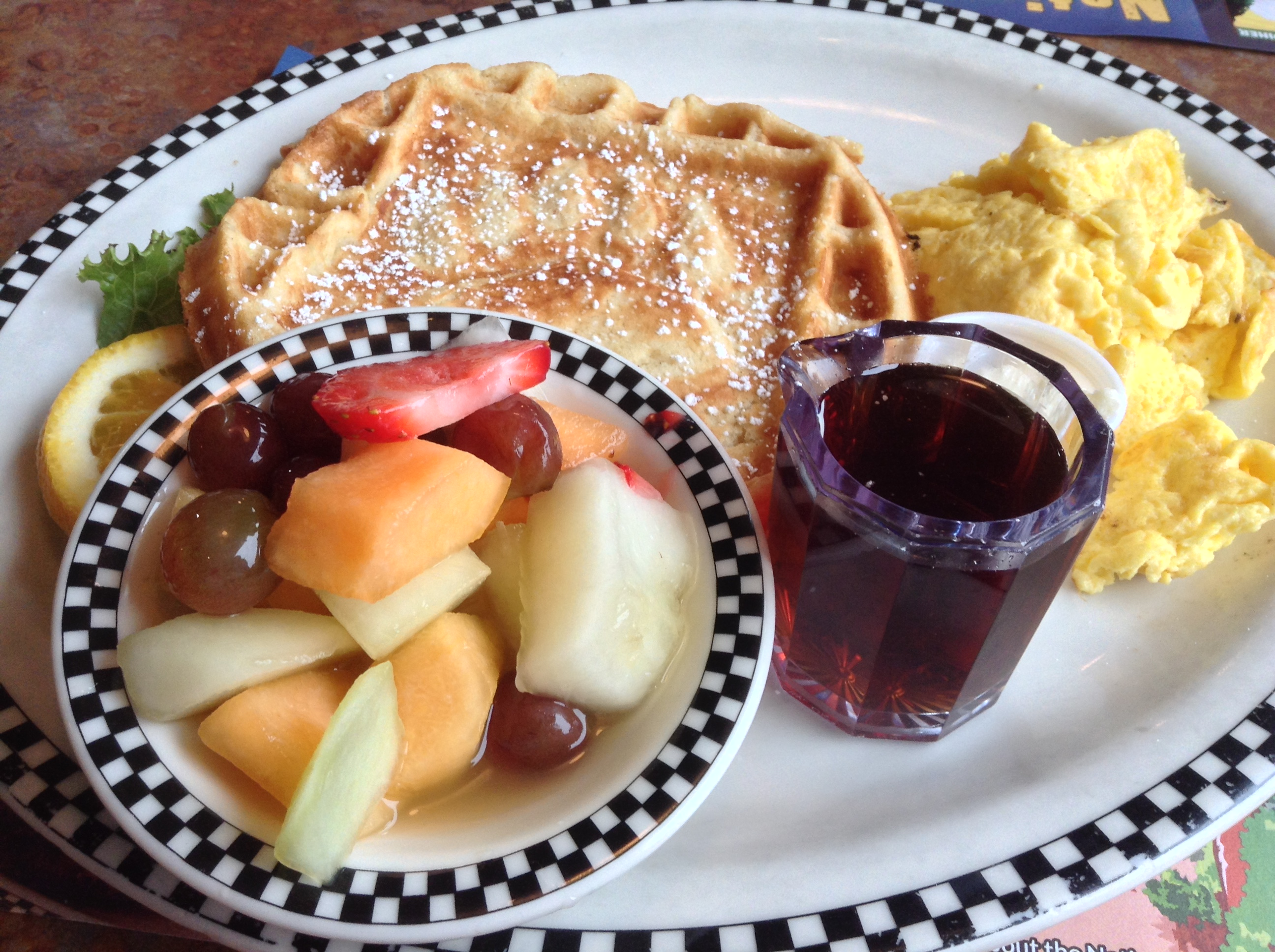
アメリカ合衆国の典型的な朝食

アメリカ料理（アメリカりょうり、英: American food）とはアメリカ合衆国で生まれた料理、アメリカ合衆国外で発生したもののアメリカ合衆国内で独自の発展をとげた料理、ならびにアメリカ合衆国で普遍的に常食とされている料理である。
アメリカ合衆国は諸外国からの移民と先住民からなる多民族国家であり、画一的なアメリカ料理は規定しにくいが、アメリカの家政学では、北米の植民地の基礎を作ったイギリスの伝統料理に一番近いニューイングランドの料理を典型的なアメリカ料理としている。ポップコーンのようにアメリカで発祥のものもあるが、広く普及しているものはそれほど多くない。チェーンストアやコマーシャル、従軍経験などの影響より、出自にかかわらずどの人種のアメリカ人も共通して食べる料理・食品もあり、画一的なアメリカ料理も形成されつつある。
アメリカではイギリスの食文化と同じく家庭料理を重視する伝統があった。しかし、20世紀の初め頃から缶詰やレトルト食品が発達し、既成食品を家で一手間かけるだけの家庭料理が一般的となった。これは女性の社会進出や貧困などの背景もあるが、料理を習うのが親から子ではなく、本やテレビなどを使った食品企業とメディアの誘導に従うようになった影響が大きいと言われる。
アメリカ先住民の食文化がもとになった料理や調理法が多数残されている。グアカモーレ、サコタッシュ、ガンボ、クラムチャウダー、クラムベイク、ベイクドビーンズ、コーンスープ、パンプキンスープ、バーベキュー、コーンブレッド、トルティーヤや、保存食のペミカン、調味料ではチリソース、タバスコ、メイプルシロップなどがある。
他にも移民やその土地に関わった人達が生み出したアメリカ料理の中には、ユダヤ系アメリカ人からのアドバイスが元となり日系人（この日系人はアメリカ人ではなく日本人）が考案したカリフォルニアロールなどもある。

## 種類

### パン類

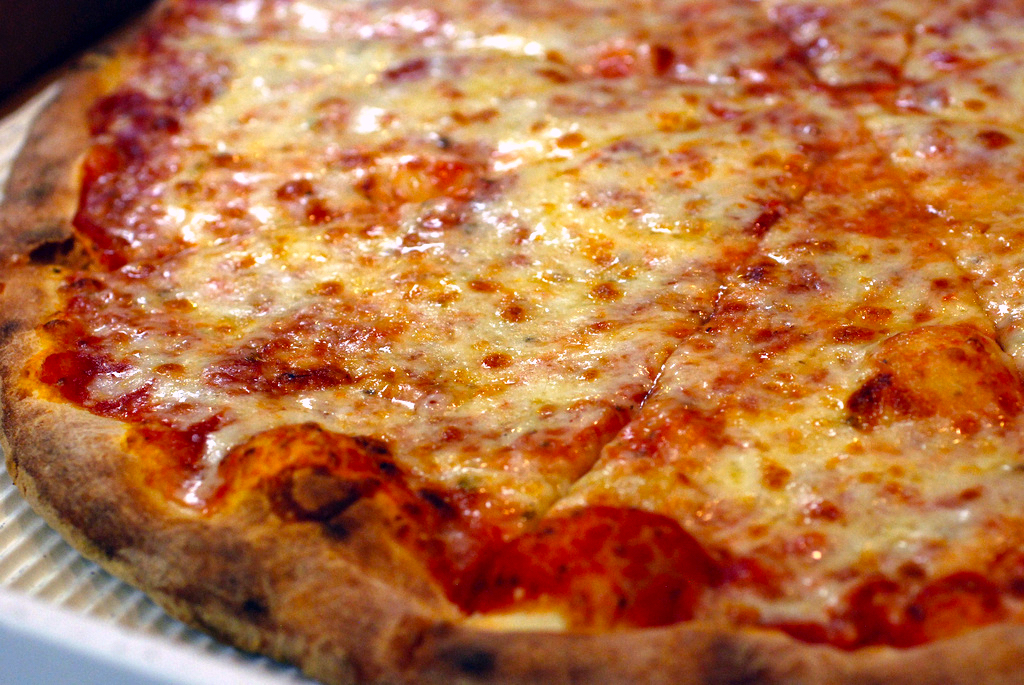
ピザ

ドーナツ

- ロールパン(Bread roll) -  サンドイッチ(ホットドッグ)に使用されたりする。
- ピザ (Pizza) - 元々はイタリア料理だがアメリカで変化し、イタリアのそれとはかなり違うものになっている。
  - ハワイアンピザ - 元々はカナダ人の発明。ハワイでは「パインアップル・ピザ」と呼ばれる。
  - シカゴ風ピザ - シカゴ発祥のピザ。
- ドーナツ (Doughnuts)
- ベーグル (Bagel)
- ビスケット (Biscuit) - イギリス料理のスコーン(Scone)に相当する。
- プレッツェル (Pretzel)
- パンケーキ (Pancake)
- マフィン (Muffin)
- ワッフル (Belgian Waffle)
- フレンチトースト (French toast)
- バナナブレッド (Banana bread)
- コーンブレッド (Cornbread)

### パスタ類

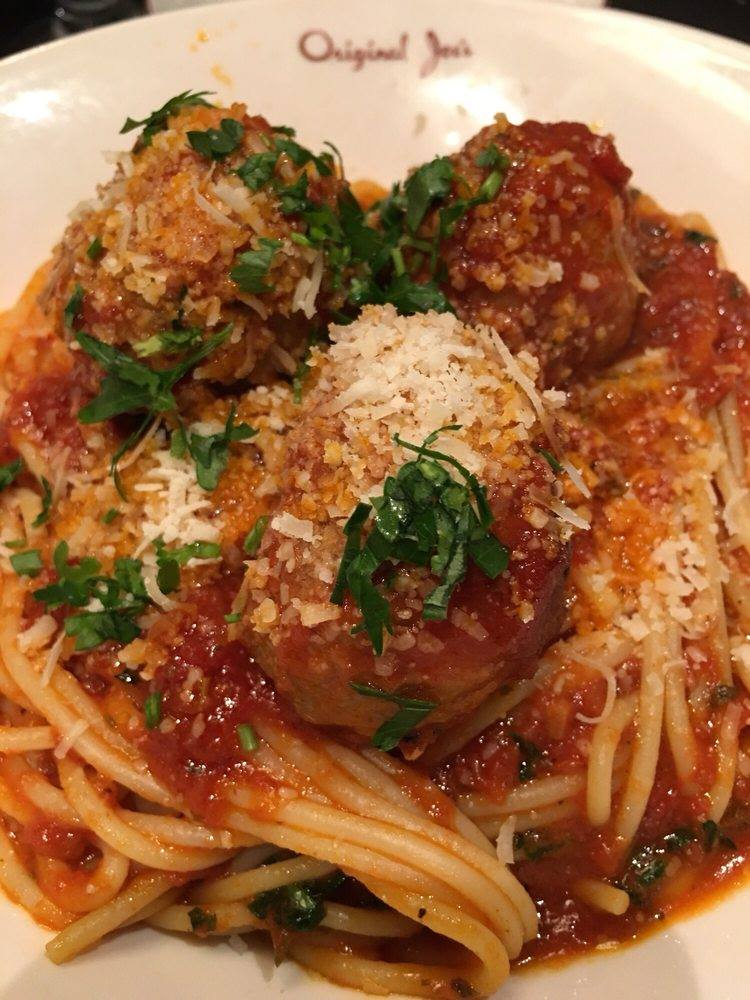
スパゲッティ・ウィズ・ミートボール

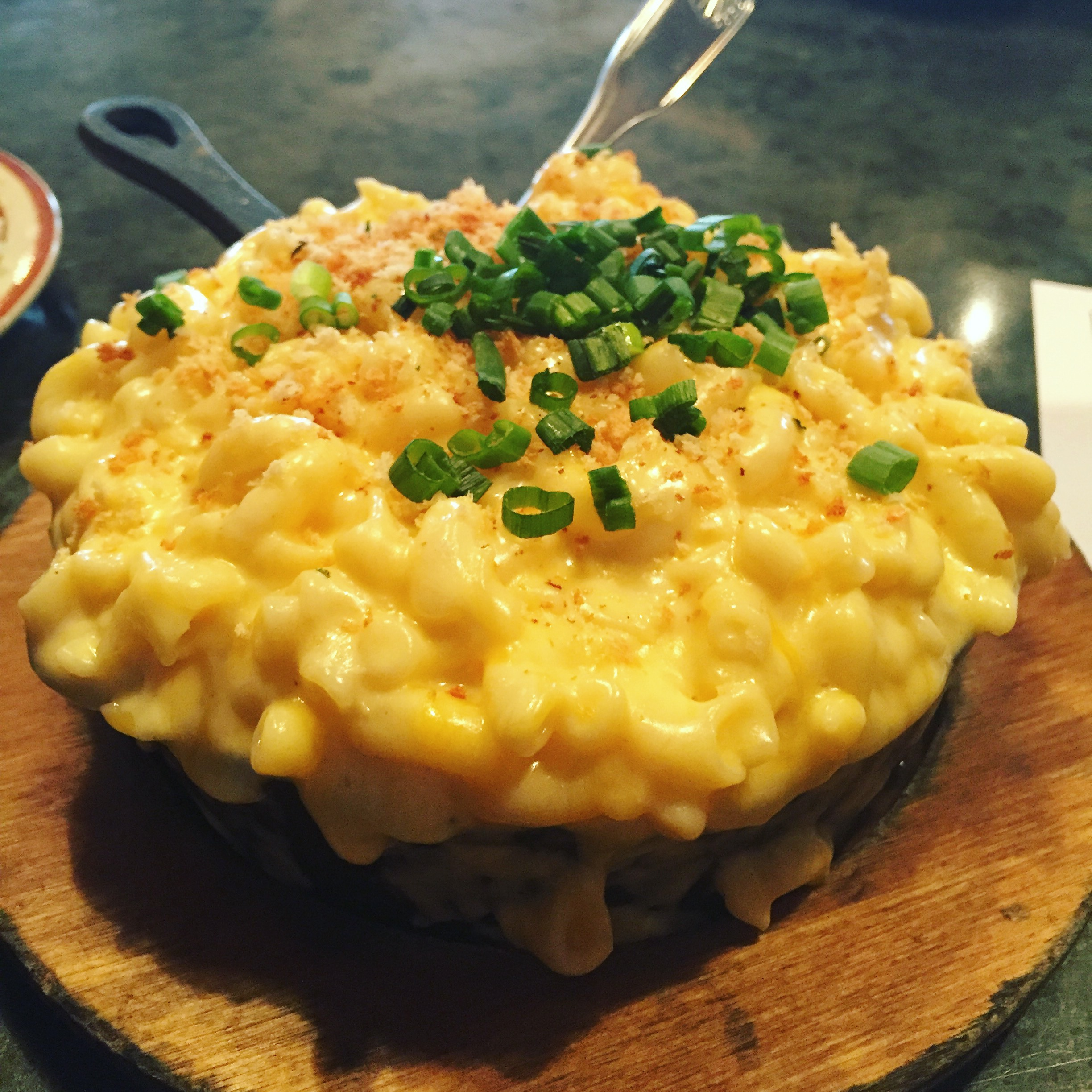
マカロニ・アンド・チーズ

イタリアや日本よりスパゲッティをかなり柔らかめに茹でる習慣がある。
- スパゲッティ・ウィズ・ミートボール (Spaghetti with Meatballs) - ミートボール入りのトマトソースのスパゲッティ。
- フェットゥチーネ・アルフレード (Fettuccine Alfredo) - チーズの入ったクリームであえたフェットゥチーネ。
- マカロニ・アンド・チーズ (Macaroni and Cheese)
- ペンネ・アラ・ウォッカ（Penne alla vodka)
- パスタ・プリマヴェーラ (Pasta primavera) - 春野菜を数多く使用したスパゲッティ。

### 寿司（飯類）

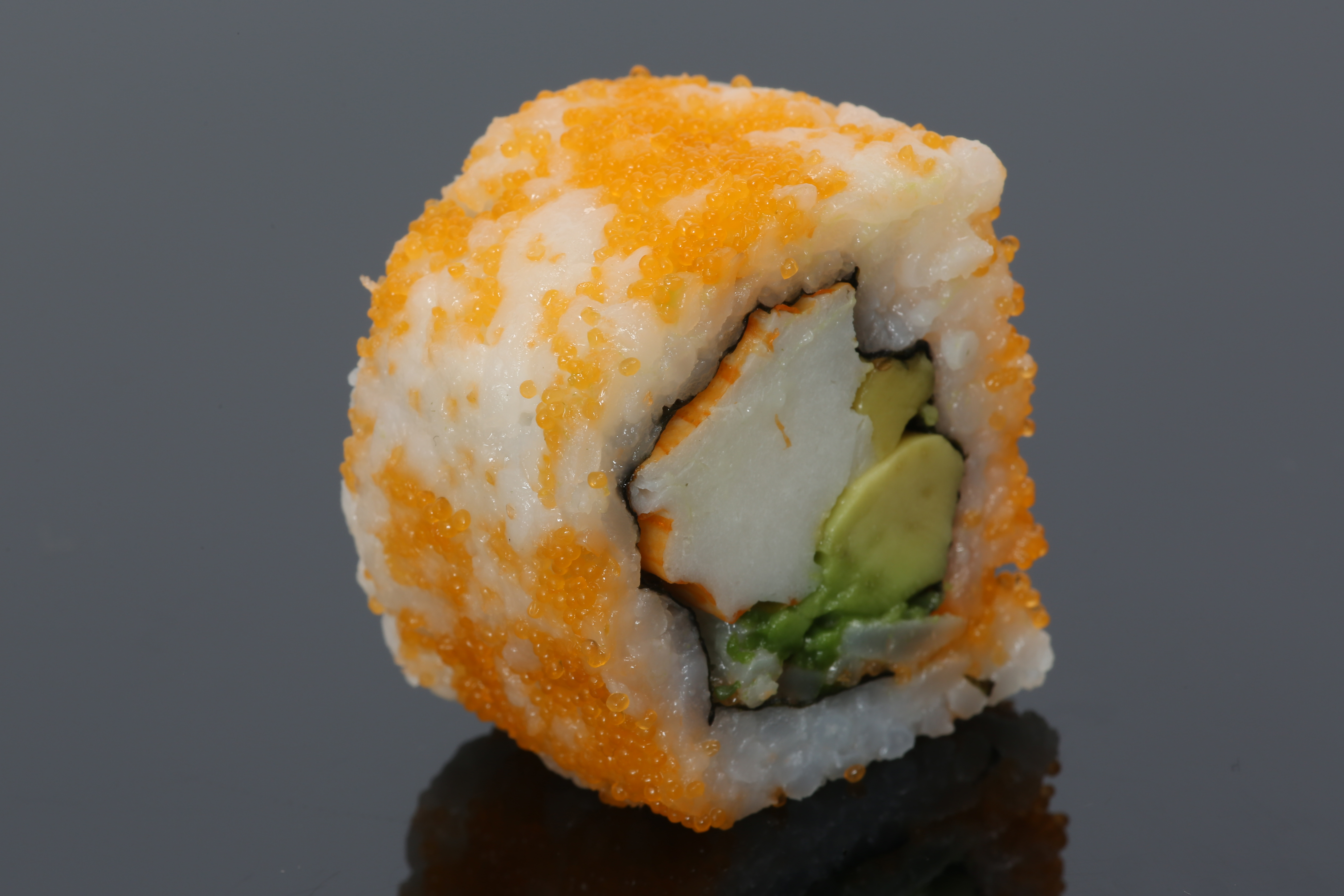
カリフォルニアロール

- カリフォルニアロール (California Roll) - ユダヤ系アメリカ人からのアドバイスが元となり日系人（この日系人はアメリカ人ではなく日本人）が考案して広まったアメリカ料理。アメリカの寿司は酢を利かさないものが多い。
  - シアトルロール (Seattle Roll) - カリフォルニアロールの一種。
  - フィラデルフィアロール (Philadelphia Roll)

### 煮込み料理（飯類）
- ジャンバラヤ (Jambalaya)

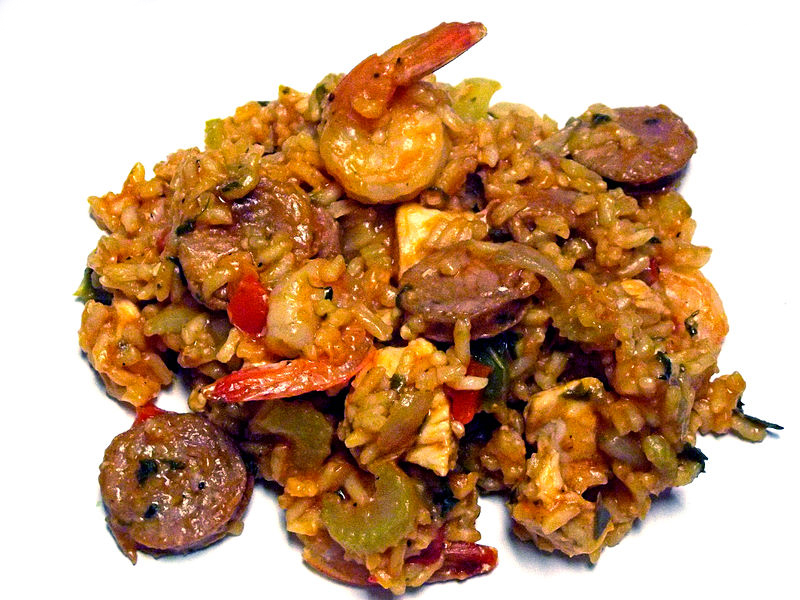
ジャンバラヤ

- ホッピン・ジョン (Hoppin' John) - 米と黒目豆を炊き込んだ料理。

### スープ類
- チャウダー (Chowder)

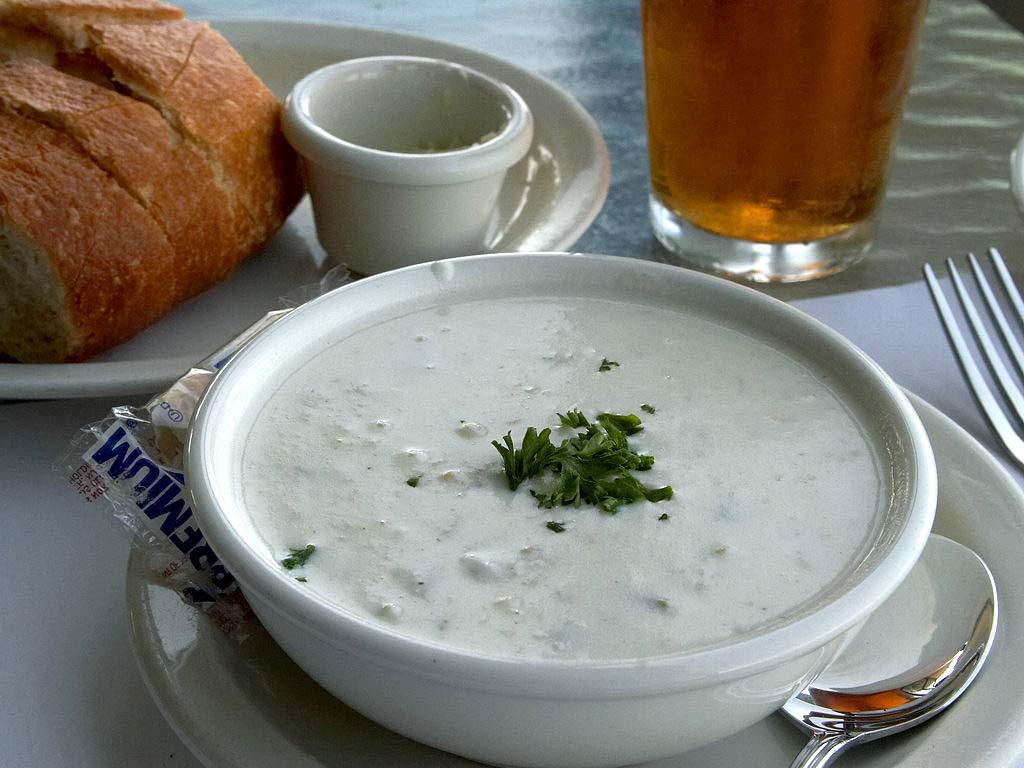
クラムチャウダー

  - クラムチャウダー (Clam Chowder)
- ガンボ (Gumbo)
- ヴィシソワーズ (Vichyssoise)
- チキンスープ (Chicken Soup)
- コーンスープ (Corn Soup)
- ピーナッツスープ (Peanut Soup) - ヴァージニア州の名物スープ。
- チョッピーノ (Cioppino) - カリフォルニア州サンフランシスコの郷土料理。

### サンドイッチ類
- ハンバーガー (Hamburger)
- ホットドッグ (Hotdog)

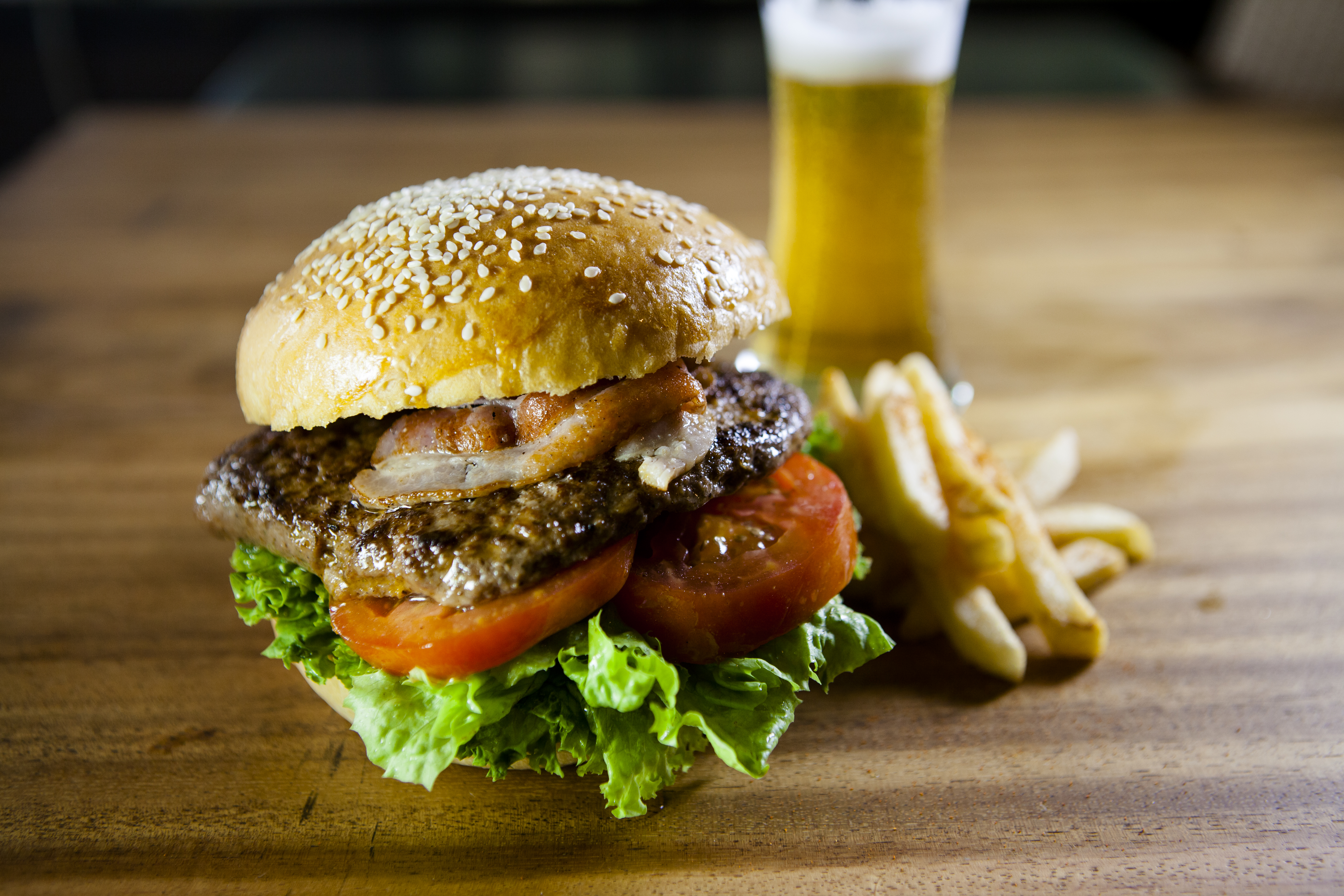
ハンバーガー

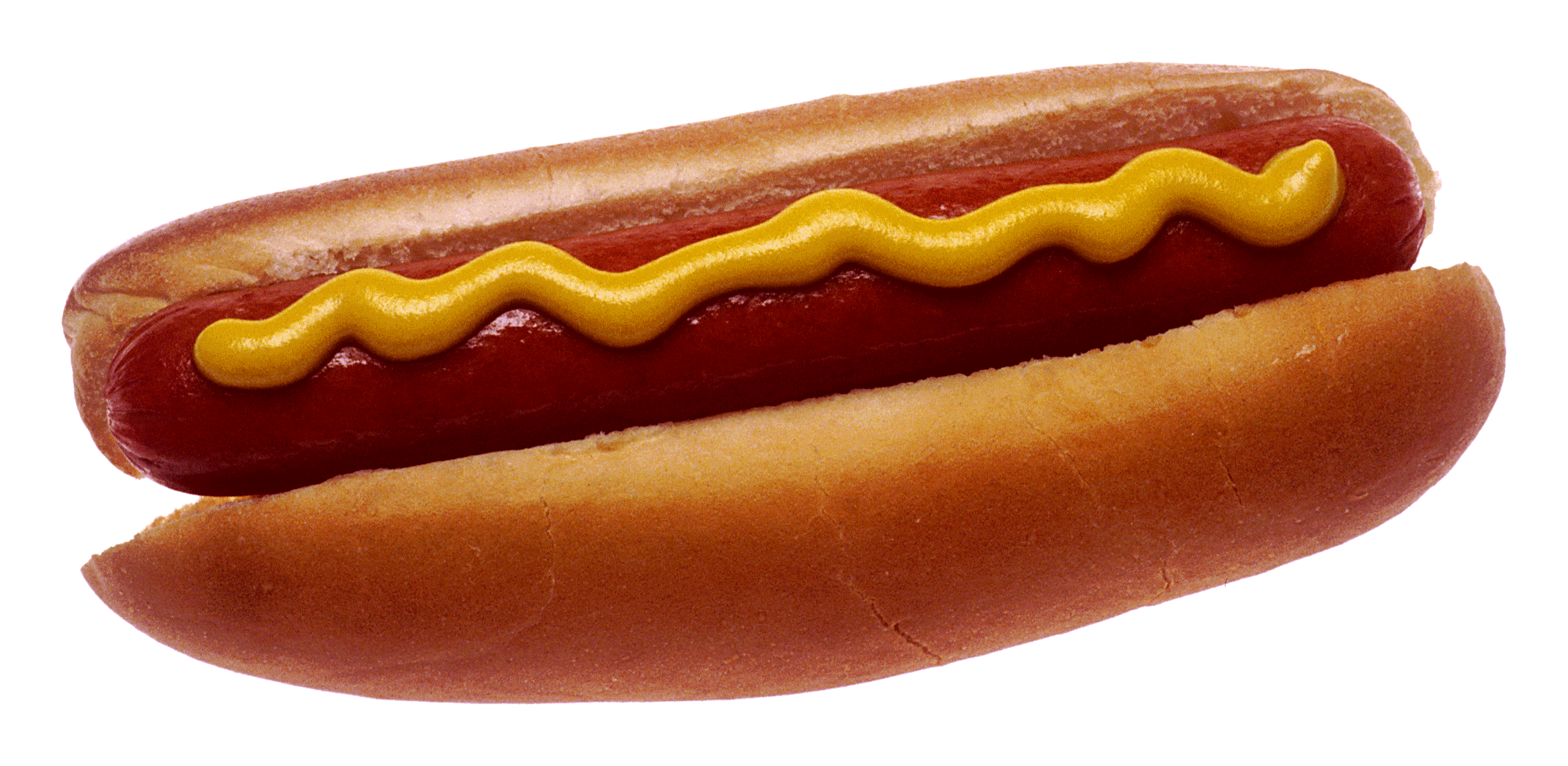
ホットドッグ

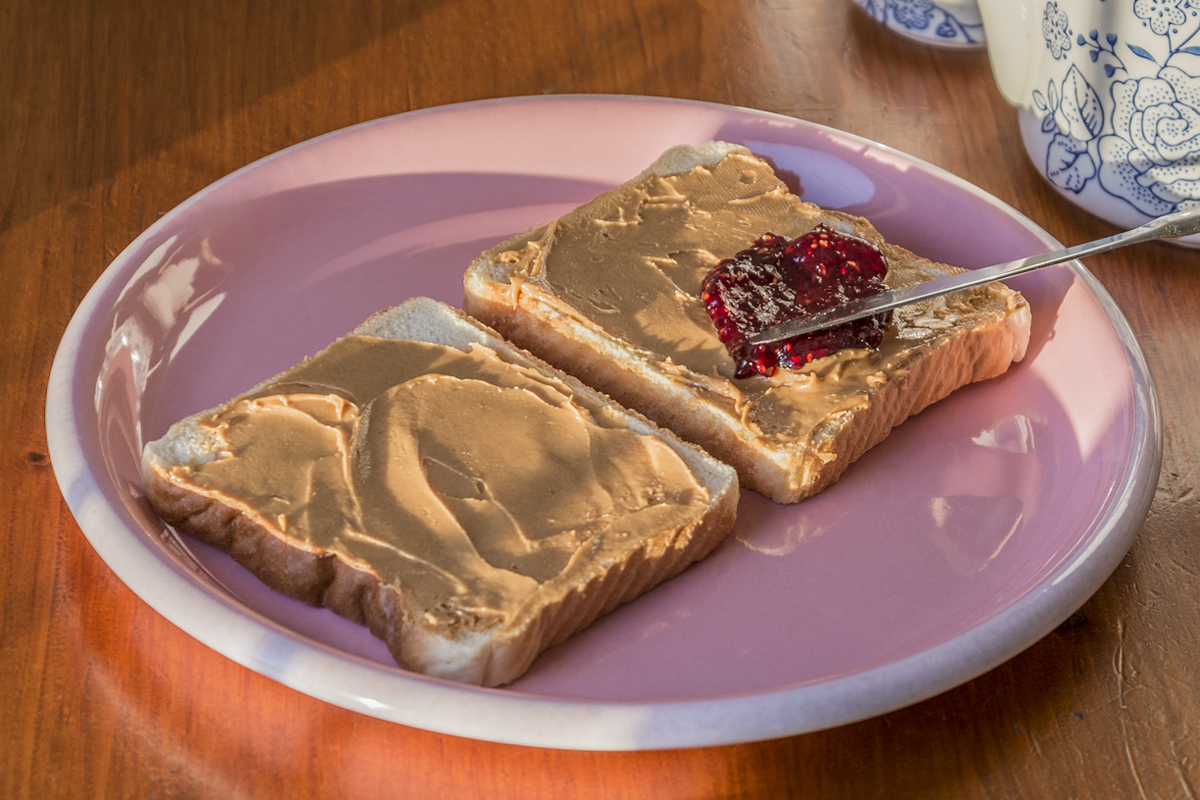
ピーナッツバターとジェリーのサンドイッチ

- スラッピー・ジョー (Sloppy Joe) - トマトソースで煮込んだ挽肉をバンズではさんだもの。
- アメリカンクラブハウスサンド (Clubhouse Sandwich)
- グリルドチーズサンドイッチ (en:Grilled cheese) - パンにチーズを挟んで、フライパンでグリルしたサンドイッチの一種。
- ピーナッツバターとジェリーのサンドイッチ (Peanut butter and jelly sandwich)
- ルーベンサンド (Reuben Sandwich)
- ルーサー・バーガー (Luther Burger)

### 肉料理
- ビーフステーキ (Beef Steak)
- バーベキュー (Barbecue)
- ミートローフ (Meatloaf)

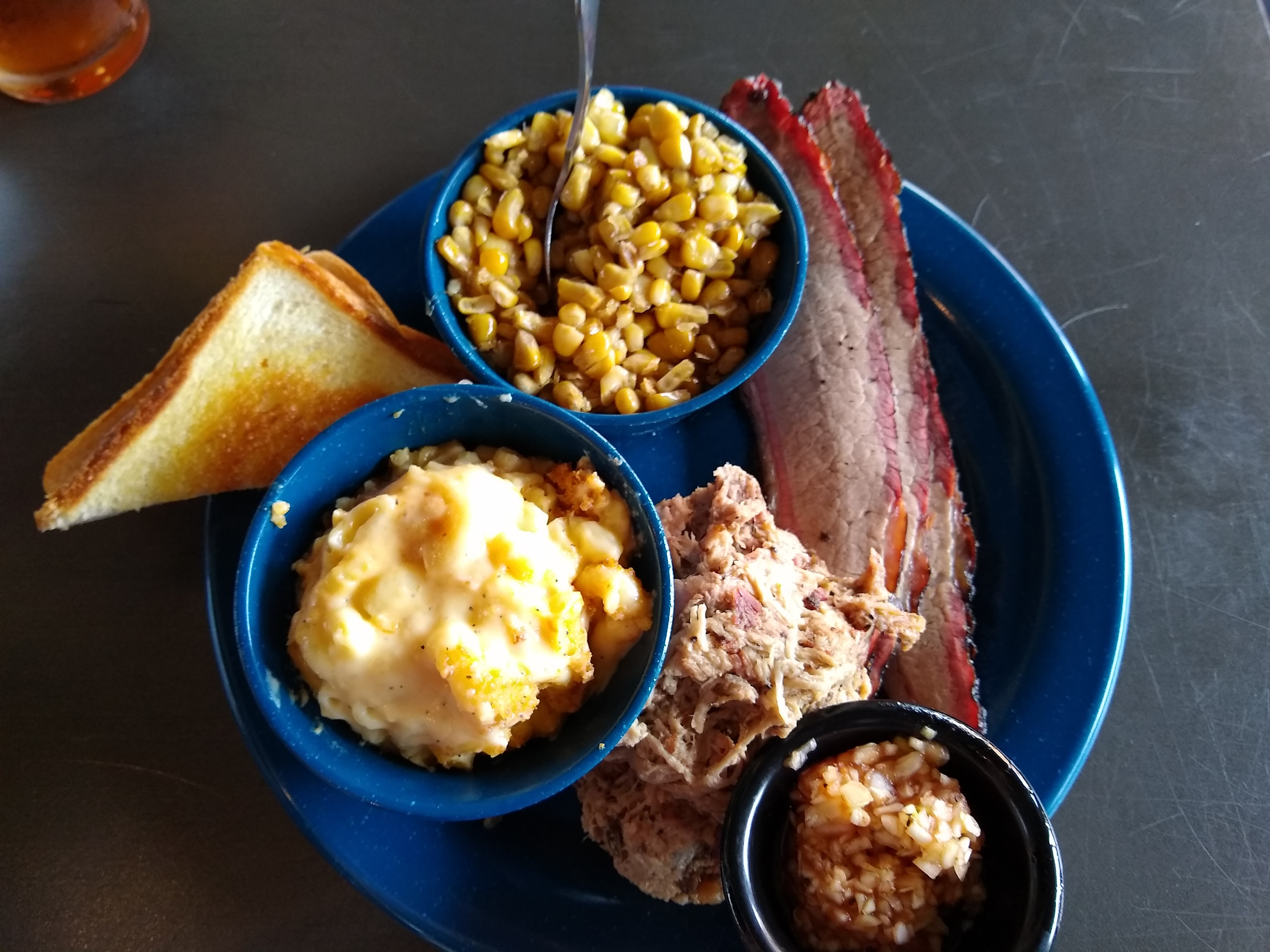
プルドポーク、ブリスケット、マカロニとチーズ、ローストコーン、テキサストーストのバーベキュープレート

- ローストチキン (Roast Chicken)
- フライドチキン (Fried Chicken) - 主に骨付きの鶏肉を揚げたもの。
- チキン・ナゲット (Chicken Nugget)
- テリヤキ (Teriyaki) - 日本とは違い、テリヤキソースは肉料理にしか使わない。
- ポークチョップ (Pork Chop) - 下味を付けた豚の骨付き肉を焼いたもの。
- ローストターキー (Roast Turkey) - 感謝祭に家族で食べる七面鳥の丸焼き。
- バッファローウィング (Buffalo Wings) - 辛く味付けした鶏の手羽。セロリとブルーチーズドレッシングが添えられる。
- カントリー・キャプテン (Country Captain) - 煮込んでカレーの風味を付けた鶏肉を炊いた白米に乗せたアメリカ南部の料理。
- スパム
- オレンジチキン
- ハムエッグ

### シーフード料理
- ゲフィルテ・フィッシュ (Gefilte Fish)
- シュリンプ・スキャンピ (Shrimp Scampi)
- ソフトシェルクラブ (Soft Shell Crab)
- クラブケーキ　(Crabcake) - 蟹肉を寄せて固めたもの。
- オイスター・ロックフェラー (Oysters Rockefeller) - カキにホウレンソウ、ホワイトソース、チーズを乗せ、オーブンで焼きグラタン風にしたもの。

### 野菜料理

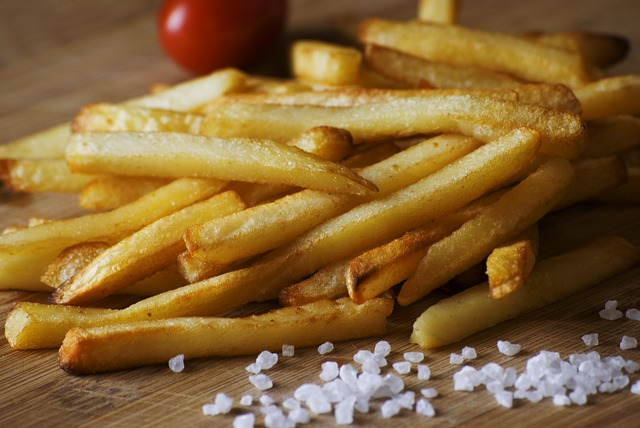
フライドポテト

- フライドポテト (French Fries) - ジャガイモのフライ。アメリカではフレンチフライと呼ばれる。
- マッシュポテト (Mashed Potato)
- ハッシュドポテト (Hashed Browns)
- テイタートッツ (Tater Tots)
- コールスロー (Coleslaw) - キャベツのサラダ。
- シーザーサラダ (Caesar Salad)
- コブサラダ (Cobb Salad)

### デザート

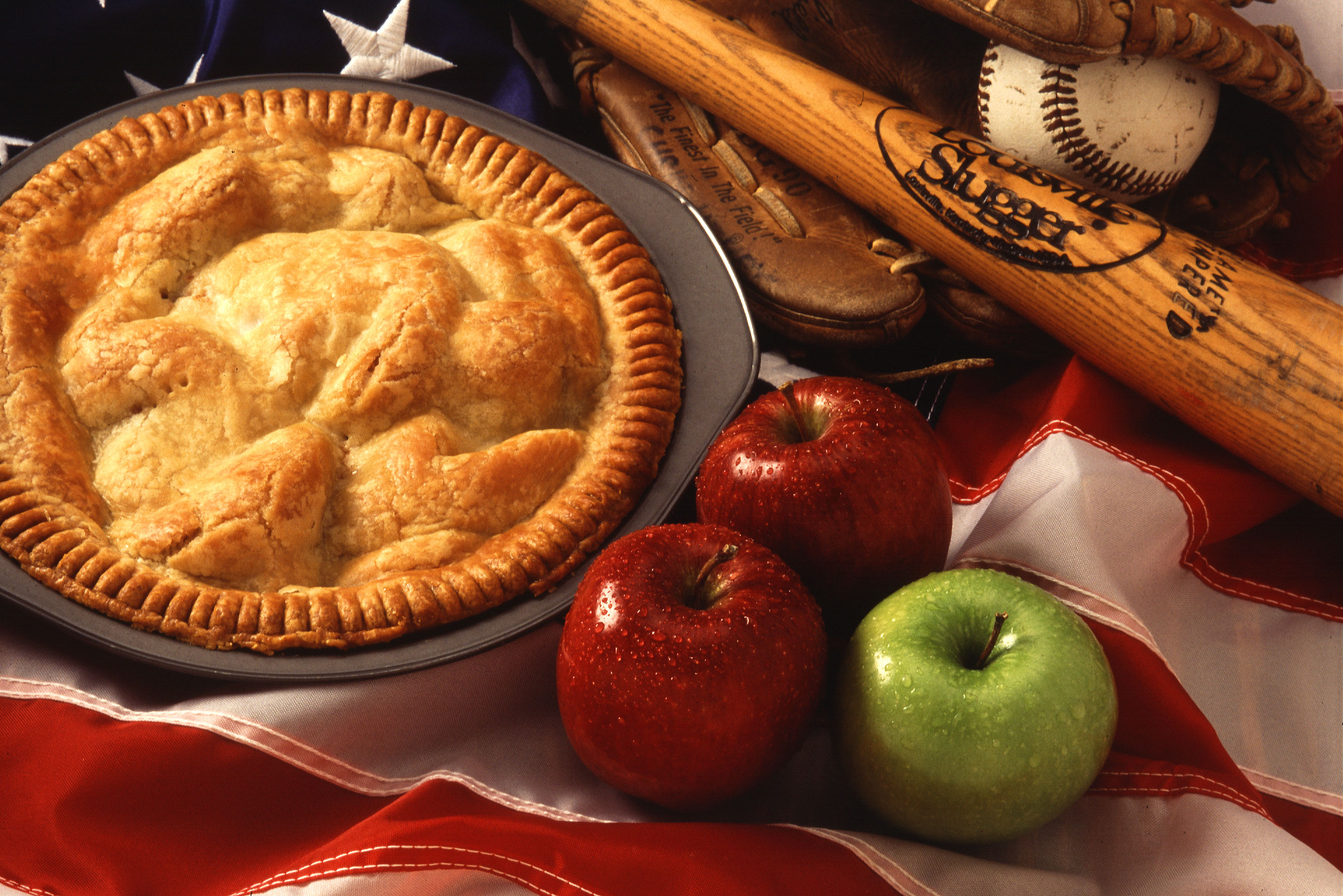
アップルパイ

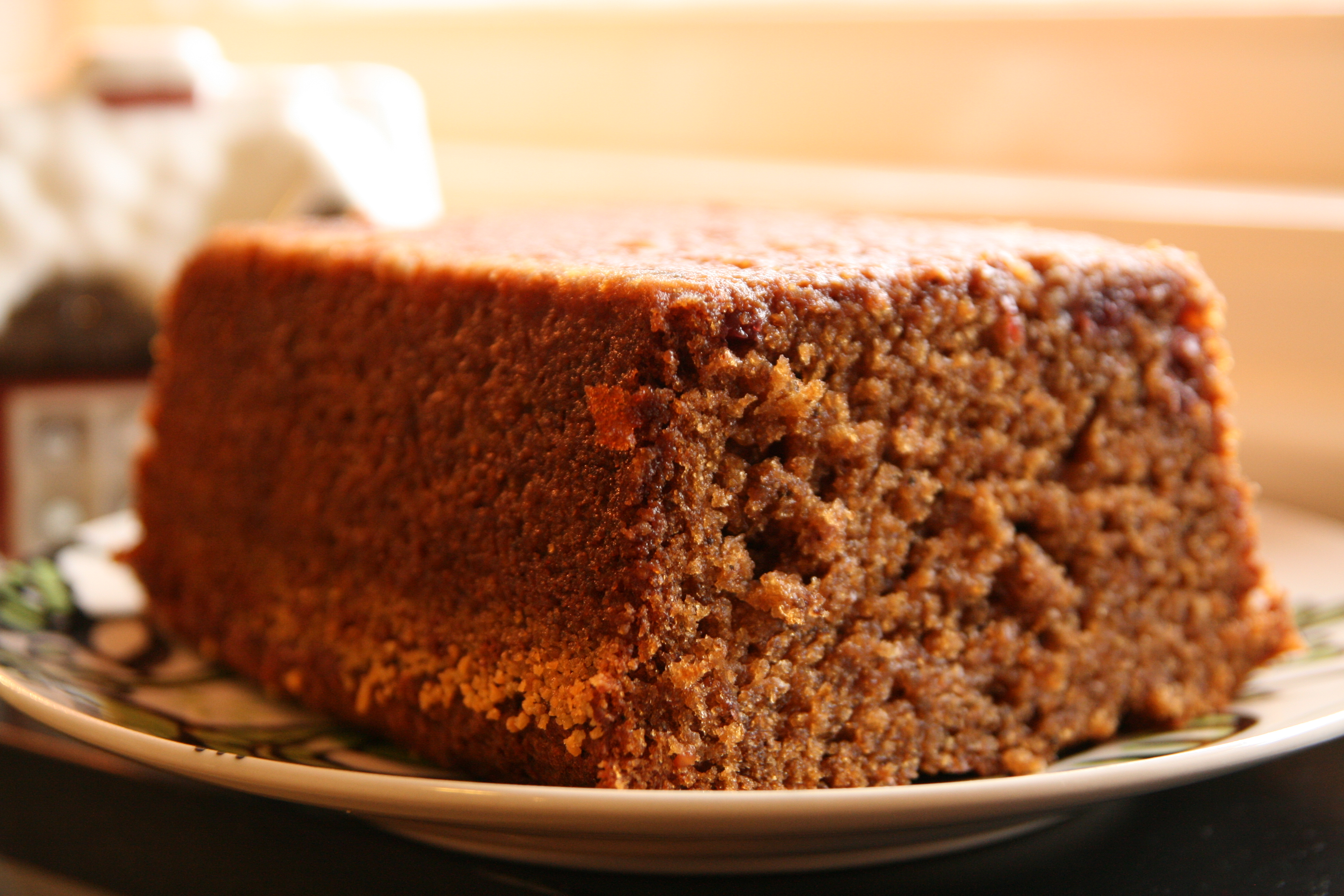
ジンジャーブレッド

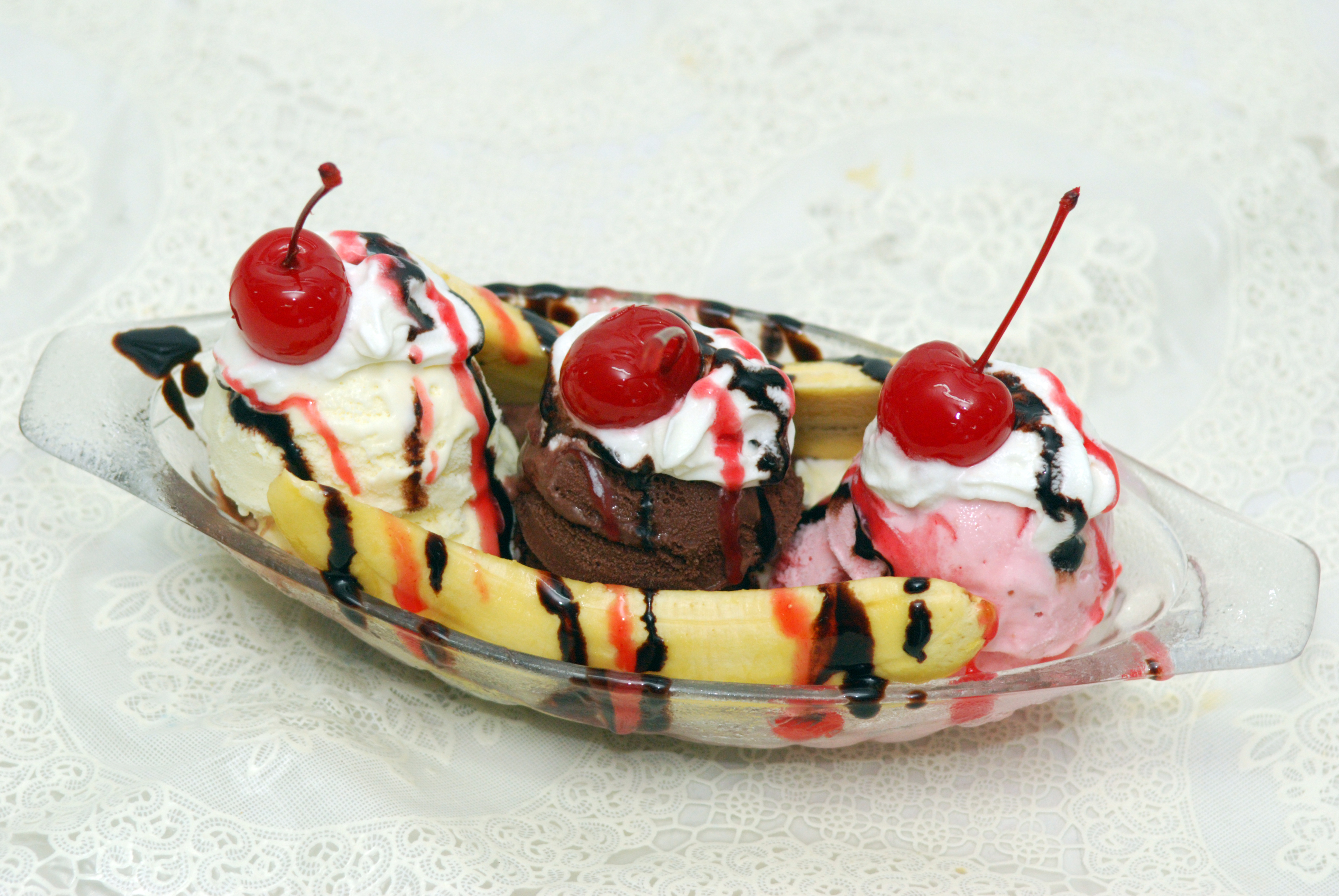
バナナスプリット

- アップルパイ (Apple Pie) - リンゴを使ったパイ。
- パンプキンパイ (Pumpkin Pie) - カボチャを使ったパイ。
- ピーカンパイ (Pecan Pie) - ピーカンを使ったパイ。
- キーライムパイ (Key Lime Pie) - キーライムを使ったパイ。
- バンブルベリーパイ（Bumbleberry Pie） - ベリーを使ったパイ。
- シフォンケーキ (Chiffon Cake)
- ジャーマンケーキ (German Cake)
- ジンジャーブレッド (Gingerbread)
- ブラウニー (Brownie)
- カンノーロ (Cannolo)
- バナナプディング (Banana pudding) - アメリカ南部から広まった家庭的デザートで、「プディング」と言っても、日本のプリンの様に固まっておらず、クリーム状で柔らかい。
- パーシモンプディング (Persimmon Pudding) - 柿を使ったプディング。
- ファッジ (Fudge)
- チョコチップクッキー (Chocolate chip Cookie)
- シャーベット (Sherbet)
- サンデー (Sundae)
- スモア (s'mores)
- ミシシッピーマッドパイ (Mississippi Mud Pie) - チョコレートを使ったアイスデザート。
- バナナスプリット (Banana split) - バナナを縦半分に切り、ボート型の器にアイスクリームなどと一緒に盛りつけるアメリカのアイスクリーム屋の定番スイーツ。
- エンゼルフードケーキ (Angel food cake) - 穴のあいた専用の型で焼かれる、卵白のみを使った白いケーキ。
- デビルズフードケーキ (Devil's food cake) - チョコレートやココアを多く使用した、コクのある茶色のケーキ。
- ケーキポップ (Cake pop) - アメリカで誕生した一口サイズのケーキで、ハロウィンやクリスマスなどの季節のイベントに欠かせない。

### シリアル
- オートミール (Oatmeal)
- コーンフレーク (Corn Flakes)
- グラノーラ (Granola)

### その他

チリコンカーン

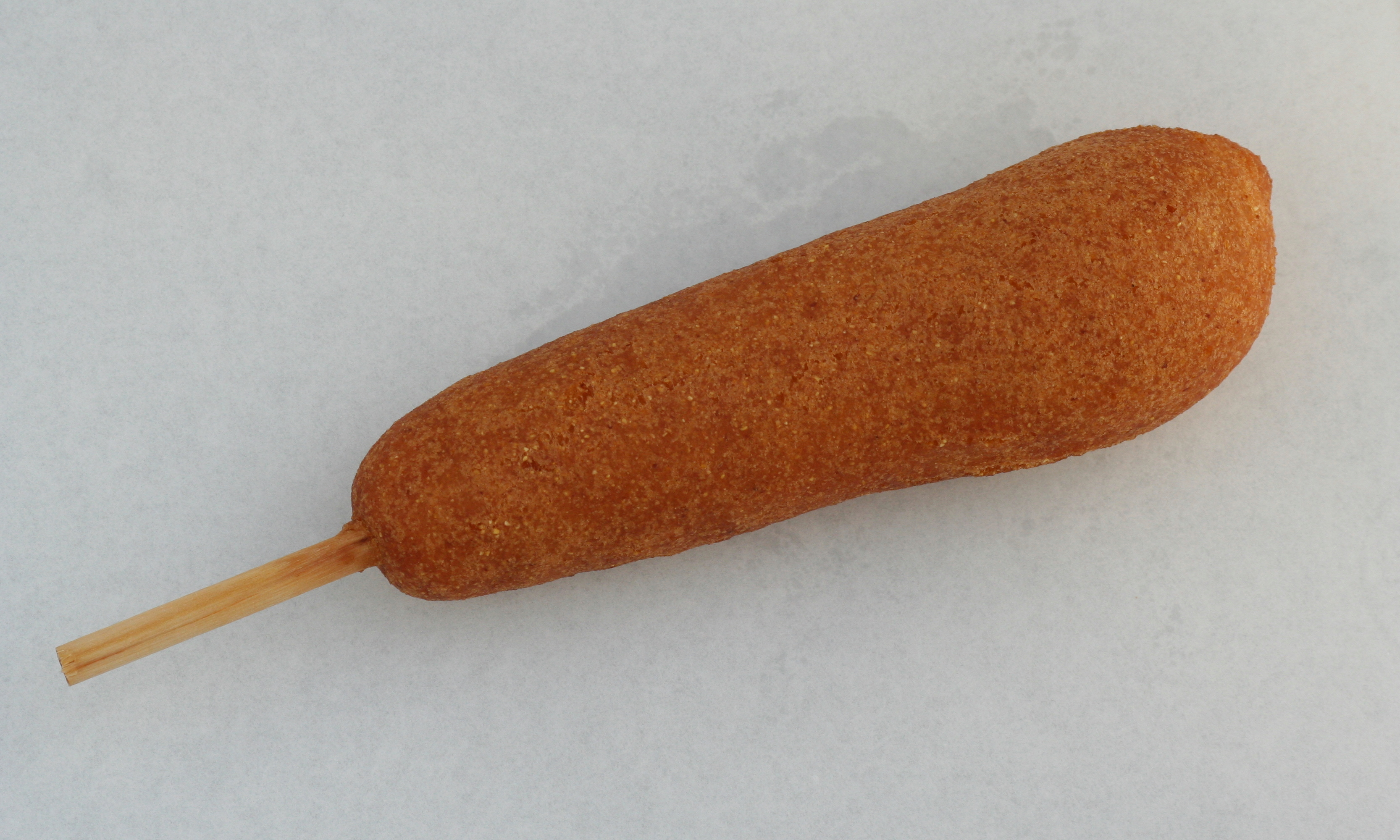
コーン・ドッグ（アメリカンドッグ）

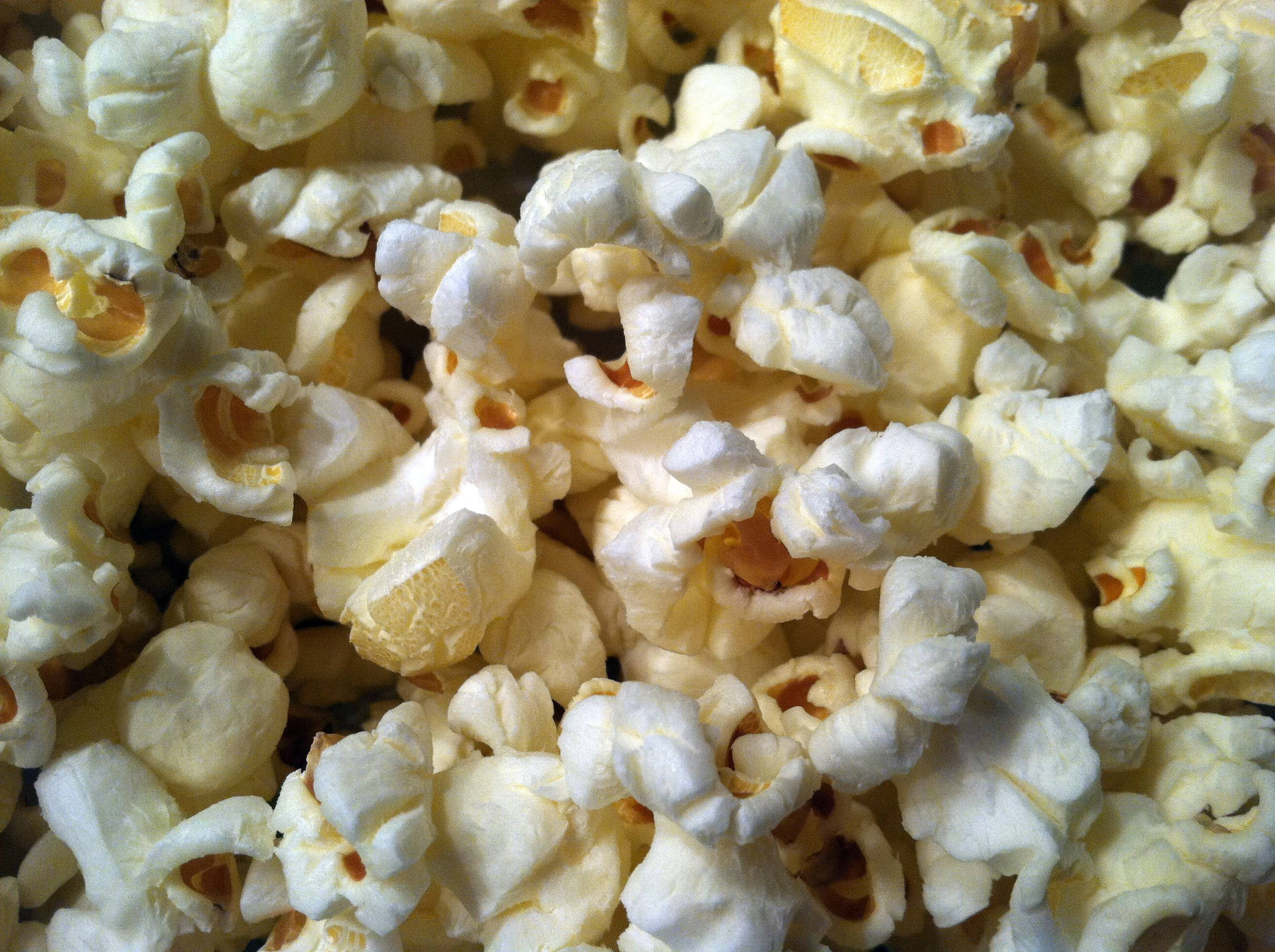
ポップコーン

- ポーク・アンド・ビーンズ (Pork and Beans)
- チリコンカーン (Chili Con Carne) - 一般的には通称のチリ (Chili)の名で呼ばれる。
- ポットパイ (Pot Pie)
- キャセロール (Casserole)
- クロケット (Croquette)
- ブリンツ (Blintz)
- クレプラハ (Kreplach)
- トルティーヤ (Tortilla)
- エッグベネディクト (Eggs Benedict)
- アメリカンドッグ (Corn Dog) - ソーセージに衣を付けて揚げたもの。アメリカではコーンドッグと呼ばれる。
- チャプスイ (Chop Suey) - 中華風の煮込み料理。
- ペミカン (Pemmican) - アメリカ先住民の伝統的な保存食。
- ポップコーン (popcorn) - トウモロコシを炒った食品。

## 飲み物

### ソーダ

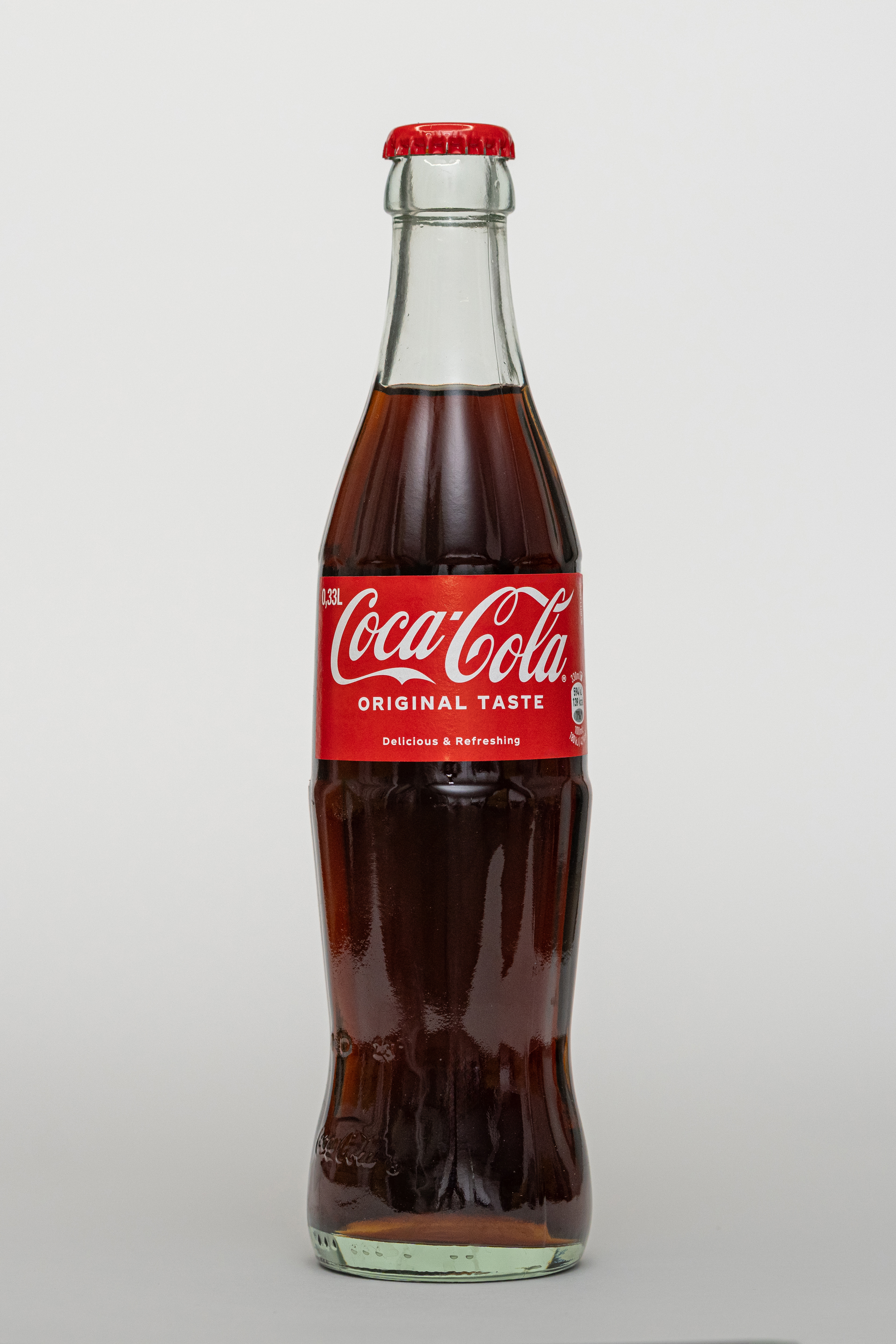
コカ・コーラ

- コカ・コーラ
- ペプシコーラ
- マウンテンデュー
- ドクターペッパー
- セブンアップ (飲料)
- ルートビア
- en:Crush (drink)

### スポーツドリンク
- ゲータレード

### ビール

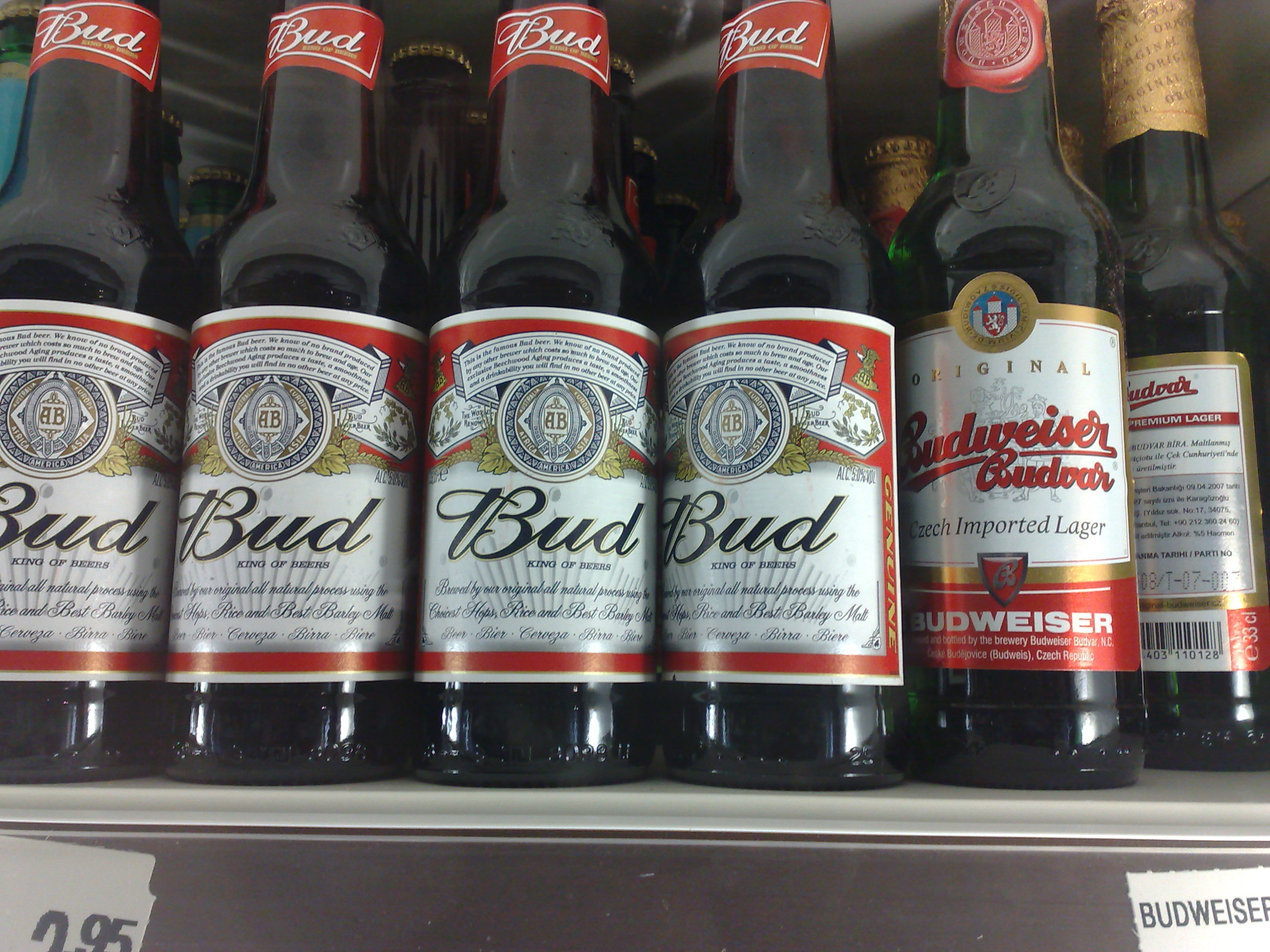
バドワイザー

- バドワイザー
- クアーズ

### ウィスキー
- ジャックダニエル
- ワイルドターキー
- フォアローゼズ
- I.W.ハーパー
- メーカーズマーク
- ジム・ビーム